# Mickey et Pluto au Mexique
Pour plus de détails, voir Fiche technique et Distribution.
Mickey et Pluto au Mexique (Pueblo Pluto) est un dessin animé de la série des Mickey Mouse produit par Walt Disney pour RKO Radio Pictures, sorti le 14 janvier 1949.

## Synopsis
Mickey et Pluto sont en voyage en Amérique du Sud. Mickey entre dans une échoppe de souvenirs et laisse Pluto ronger un énorme os. Un petit chien local, un chihuahua brun, décide de prendre l'os de Pluto. Il y parvient et court vers un bosquet de cactus très dense. Pluto ne peut le suivre en raison de sa corpulence. Mais Pluto se force à pénêtrer dans le bosquet par le dessus. Le petit chien viendra à son secours.

## Fiche technique
- Titre : Pueblo Pluto
- Autres titres[1] :
  - Allemagne : Plutos Souvenier, Vorsicht Kaktus
  - Danemark : Plutos kødbens
  - France : Mickey et Pluto au Mexique
  - Suède : Plutos buffelben
- Série : Mickey Mouse mais devrait être un Pluto
- Réalisateur : Charles A. Nichols
- Scénario : Eric Gurney, Milt Schaffer
- Voix : James MacDonald (Mickey), Pinto Colvig (Pluto)
- Producteur : Walt Disney
- Animateur : George Kreisl, Dan MacManus, George Nicholas, Robert W. Youngquist
- Layout : Karl Karpé
- Décor : Ralph Hulett
- Distributeur : RKO Radio Pictures
- Date de sortie : 14 janvier 1949[2]
- Format d'image : couleur (Technicolor)
- Son : Mono (RCA Photophone)
- Durée : 7 min
- Musique : Oliver Wallace
- Langue : (en)
- Pays :  États-Unis

## Voix françaises

### 1erdoublage (1989)
- Jean-Paul Audrain : Mickey Mouse

### 2edoublage (2002)
- Laurent Pasquier : Mickey Mouse

## Commentaires
Ce film reprend le principe de Pluto et l'Armadillo (1943) mais cette fois ci avec un autre chien et non un tatou.
Le chihuahua du film a pu servir de base pour le personnage de Tito le chihuahua dans Oliver et Compagnie (1988).